# Station Jaroszowiec Olkuski
Station Jaroszowiec Olkuski is een spoorwegstation in de Poolse plaats Jaroszowiec.